# Southern League
Southern League er en fodboldliga i Sydvestengland, Sydwales og den sydlige del af Midlands for semiprofessionelle hold og amatørhold. Ligaen blev grundlagt i 1894, og ligaformatet er skiftet flere gange siden da. I dag består ligaen af tre divisioner: Premier Division, Division One Midlands og Division One South & West.
Sammen med Northern Premier League og Isthmian League udgør Southern League niveau 7 og 8 i det engelske ligasystem. Vinderen af Premier Division samt vinderen af et playoff mellem nr. 2-5 rykker op i Football Conference.